# 210434 Fungyuancheng
210434 Fungyuancheng è un asteroide della fascia principale. Scoperto nel 2008, presenta un'orbita caratterizzata da un semiasse maggiore pari a 3,0511822 UA e da un'eccentricità di 0,0390142, inclinata di 12,60690° rispetto all'eclittica.